# Eksplozja w Boksburgu
Eksplozja w Boksburgu – katastrofa drogowa, do której doszło 24 grudnia 2022 roku w mieście Boksburg w Południowej Afryce. W wyniku katastrofy zginęło łącznie 41 osób, a 14 odniosło obrażenia.

## Przebieg
Do eksplozji doszło 24 grudnia 2022 roku w mieście Boksburg po tym, jak cysterna transportująca gaz LPG z portu w Richards Bay do Botswany utknęła pod wiaduktem kolejowym, znajdującym się około 100 metrów od szpitala Tambo Memorial i zapaliła się. Pożar był spowodowany iskrami, powstałymi na skutek tarcia góry cysterny o most, będący zbyt niskim, by pojazd mógł pod nim przejechać. Pierwsza, mniejsza eksplozja miała miejsce około godziny 6:00, gdy strażacy próbowali ugasić ogień. Przyciągnęło to dużą liczbę gapiów. Druga, potężna eksplozja nastąpiła o godzinie 7:30.

## Skutki eksplozji

### Ofiary
W wyniku eksplozji zginęło łącznie 41 osób, a 14 zostało rannych. Wśród ofiar znalazło się 11 pracowników pobliskiego szpitala. Wielu pracowników oraz pacjentów szpitala odniosło obrażenia. Ostatnia z ofiar eksplozji zmarła 18 stycznia 2023 roku.

### Tambo Memorial Hospital
Na skutek eksplozji budynek szpitala został uszkodzony. W jednej jego części częściowo zawalił się sufit. Tuż po eksplozji szpital nie był w stanie przyjmować rannych.

### Pobliskie nieruchomości, pojazdy i infrastruktura
Eksplozja zniszczyła dwa domy mieszkalne, kilka samochodów, a także wóz strażacki, którym próbowano ugasić pożar. Zniszczony został także wiadukt, pod którym nastąpiła eksplozja, skutkując zamknięciem linii kolejowej Germiston – Springs.

## Aresztowanie kierowcy ciężarówki
Dzień po zdarzeniu SAPS (South African Police Service) ogłosiło, że kierowca ciężarówki, który odniósł niewielkie obrażenia, został aresztowany i zostaną mu postawione zarzuty.